# Burn After Reading
Burn After Reading er en amerikansk sort komediefilm fra 2008 instrueret, produceret og skrevet af Coen-brødrene. 

## Plot
En CIA-agent er ved at skrive sine erindringer, hvor en række hemmeligheder i spionverdenen bliver afsløret. Desværre glemmer han sit eneste eksemplar af manuskriptet i sit fitness-centeret, hvor to instruktører straks ser de kontroversielle afsløringer som en genvej til nogle hurtige kontanter. 

## Medvirkende
- George Clooney as Harry Pfarrer
- Frances McDormand as Linda Litzke
- Brad Pitt as Chad Feldheimer
- John Malkovich as Osbourne Cox
- Tilda Swinton as Katie Cox
- Richard Jenkins as Ted
- Elizabeth Marvel as Sandy Pfarrer
- David Rasche as CIA Officer
- J. K. Simmons as CIA superior
- Olek Krupa as Krapotkin